# Чо Сехі
Чо Сехі (кор.: хангиль: 조세희, ханча: 趙世熙; нар. 20 серпня 1942 — пом. 25 грудня 2022) — корейський письменник-романіст.

## Життя та творчість
Чо Сехі народився 20 серпня 1942 року в Гапьоні, Кьонгідо. Він закінчив кафедру творчого письма в Університеті мистецтв Сорабол і кафедру корейської літератури в Університеті Кюн Хі. Чжо Сехі був членом так званого «покоління хангилю», яке так називали тому, що його члени були першими, хто здобув освіту корейською мовою (під час окупації Кореї Японією мова навчання була японська, а до колоніального періоду більшість вчених вивчали китайську мову).
У 1965 році його твір «Без щогловий довгий корабель» (돛대 없는 장선) переміг на весняному літературному конкурсі Кюнхян Шінмун і увійшов у літературний світ.
У 1975 році в «Літературній думці» було опубліковано «Клинок» (칼날), а в 1978 році  зібрані та опубліковані цикли романів «Стрічка Мебіуса» (뫼비우스의 띠), «Космічна подорож» (우주여행), «Винен навіть Бог» (잘못은 신에게도 있다), «Шип у моїй сітці» (내 그물로 오는 가시고시) у збірці «Маленький м'яч, забитий карликом». За цю роботу він отримав 13-ту літературну премію Донгін у 1979 році.
«Подорож у часі» була опублікована в 1983 році.
У квітні 2022 року письменнику діагностували COVID-19, він проходив лікування, але 25 грудня після боротьби з ускладненнями помер.

## Роботи
Твори Чо Сехі невеликі, проте дуже відверті й також можуть здаватися сюрреалістичними. Найвідоміший його твір — «Маленький м'яч, забитий карликом» (난장이가 쏘아올린 작은 공).
«Маленький м'яч, забитий карликом» — це пов'язаний роман або збірка окремо опублікованих оповідань, які можна читати як самостійно, так і доповнювати одне одним.
Серія цих романів Чо Сехі зосереджена на суперечностях і протистояннях корейського суспільства 1970-х років. У цих роботах образ карлика яскраво виражає конфлікт між багатими та бідними, працею та управлінням, у такий спосіб зауважує важливість проблеми суспільства того часу. Серійний формат підкреслює цю контрастність та перетворює реальність на алогічний або казковий світ.
«Маленький м'яч, забитий карликом» — це серійний роман, який вперше публікувався з 1975 по 1978 роки. Цей твір яскраво демонструє прогресивні погляди Чо Сехі та його чутливість до соціальних проблем, таких як соціальна нерівність, несправедливе ставлення та економічні труднощі того часу, він зосереджується на розкритті суперечностей реальності через унікальну символічну структуру сюжету та внутрішні зміни героїв.
Карлик, робітник невеликої фабрики, важко заробляє на життя з робітниками та прив'язаний до їхньої праці, але він також стикається з соціальною несправедливістю та економічними труднощами. У цій ситуації він разом із товаришами починає боротьбу за права трудящих і краще життя. Завдяки його зусиллям і солідарності сутичка на маленькій фабриці переростає в соціальну проблему з більшим значенням, а наполегливість і бойовий дух карлика справляють велике враження на читачів.
Цією роботою Чо Сехі підкреслив критичне усвідомлення нерівності та труднощів у суспільстві того часу, а також розмірковує про роль особистості та соціальну відповідальність. Через емоції, зростання, соціальну боротьбу героїв твору метафорично змальовано суперечності та жорстоку дійсність.

## Нагороди
- Літературна премія Дон'ін (1979), «Маленький м'яч, забитий карликом»[8]
- Літературна премія Лі Сана (1978), «Навіть Бог винен»